# Hemiscorpiidae

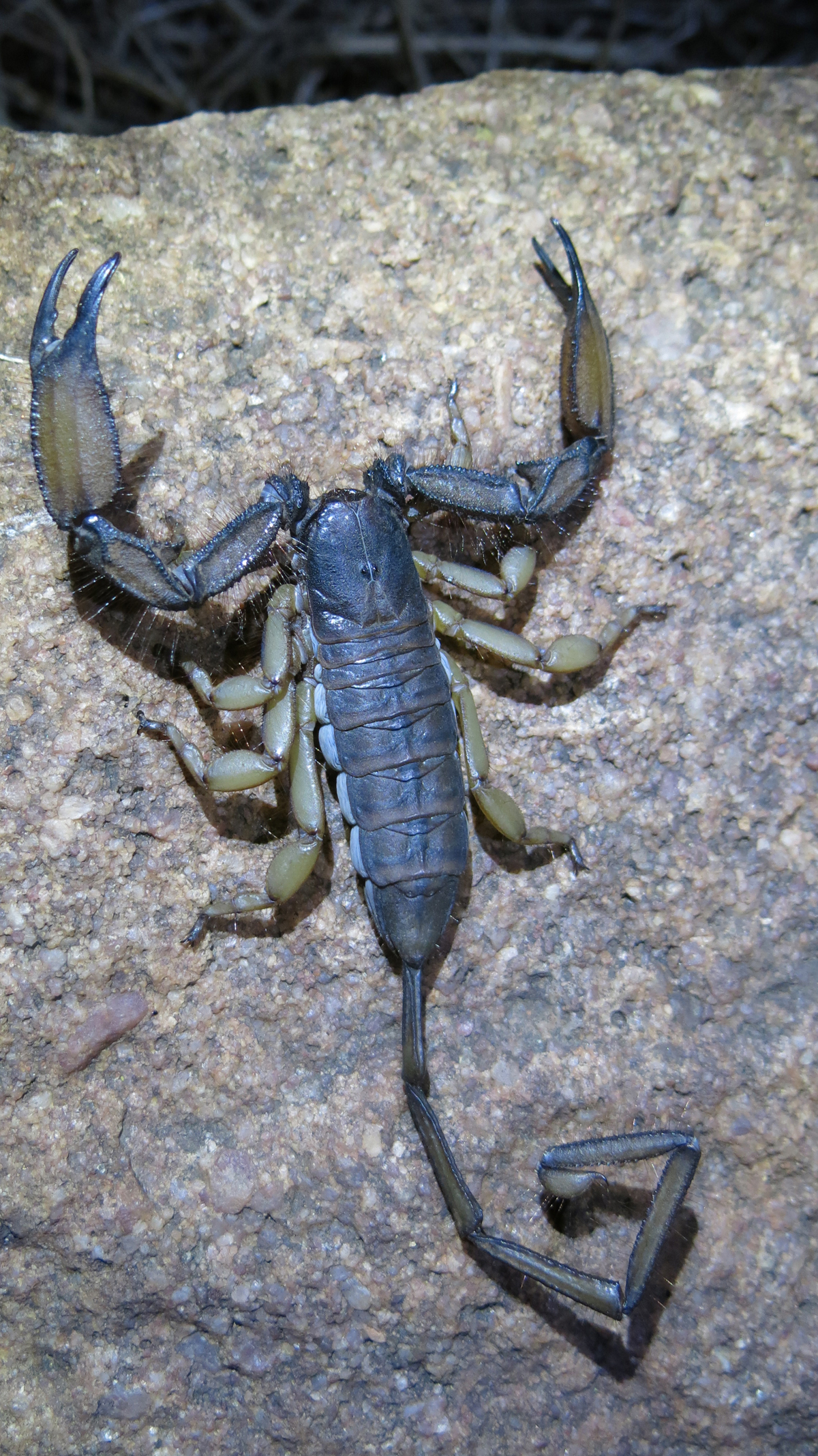
Hadogenes troglodytes

Die Hemiscorpiidae sind eine Familie der Skorpione (Scorpiones) mit 72 bekannten Arten in 12 Gattungen. Sie waren früher bekannt als Ischnuridae, mussten aufgrund der Namensgleichheit mit einer Kleinlibellenfamilie jedoch umbenannt werden. Dies erfolgte erst in den Namen „Liochelidae“ und später in den aktuell gültigen Namen Hemiscorpiidae.

## Merkmale
Ein charakteristisches Merkmal der meisten Vertreter dieses Taxons ist ihr sehr flacher und breiter Körperbau. Dies wird als Anpassung an ihre Lebensweise angesehen, da sie sich vor allem in engen Felsspalten aufhalten. Einige sehr langlebige Arten können Körpergrößen von über 20 Zentimeter erreichen.

## Verbreitung und Lebensraum
Die Arten der Hemiscorpiidae kommen auf allen Kontinenten mit Ausnahme Nordamerikas in subtropischen und tropischen Klimaten vor.

## Systematik
Folgende Gattungen werden als Hemiscorpiidae zusammengefasst:
- Cheloctonus Pocock, 1892
- Chiromachetes Pocock, 1899
- Chiromachus Pocock, 1893
- Habibiella Vachon, 1974
- Hadogenes Kraepelin, 1894
  - Spaltenskorpion (Hadogenes bicolor)
- Hemiscorpius Peters, 1861
- Heteroscorpion Birula, 1903
- Iomachus Pocock, 1893
- Liocheles Sundevall, 1833
- Monodopisthacanthus Lourenço, 2001
- Opisthacanthus Peters, 1861
- Paleocheloctonus Lourenço, 1996

## Hemiscorpiidae und Menschen
Viele der Arten werden als Terrarientiere gehalten. Ihre Gifte sind teilweise sehr stark und vor allem das Gift von Hemiscorpius lepturus kann auch für Menschen tödlich sein.